# Jeswin Aldrin
Jeswin Aldrin Thompson (Hindi जेसविन एल्ड्रिन थॉम्पसन; * 24. Dezember 2001 in Mudalur, Tamil Nadu) ist ein indischer Leichtathlet, der sich auf den Weitsprung spezialisiert hat.

## Sportliche Laufbahn
Erste internationale Erfahrungen sammelte Jeswin Aldrin im Jahr 2022, als er bei den Weltmeisterschaften in Eugene mit einer Weite von 7,79 m in der Qualifikationsrunde ausschied. Im Jahr darauf gewann er bei den Hallenasienmeisterschaften in Astana mit neuem Hallenrekord von 7,97 m die Silbermedaille hinter dem Taiwaner Lin Yu-tang. Anfang März verbesserte er in Ballari den indischen Freiluftrekord auf 8,42 m. Im August belegte er bei den Weltmeisterschaften in Budapest mit 7,77 m im Finale den elften Platz. Im Oktober gelangte er bei den Asienspielen in Hangzhou mit 7,76 m den achten Platz. 2024 wurde er bei den Hallenweltmeisterschaften in Glasgow mit 7,69 m 13. und im August verpasste er bei den Olympischen Sommerspielen in Paris mit 7,61 m den Finaleinzug. Im Jahr darauf schied er bei den World University Games in Bochum mit 7,43 m in der Qualifikationsrunde aus.